# Pulitzer-Preis/Dichtung
Der Pulitzer-Preis für Dichtung wird seit 1922 jährlich verliehen (außer 1946).
1918 und 1919 gab es jeweils beim Sonderpreis die Unterkategorie „Dichtung“. 1918 gingen hier die Preise an Sara Teasdale mit Love Songs. 1919 gab es den Sonderpreis für Old Road to Paradise von Margaret Widdemer und Corn Huskers von Carl Sandburg.

## Preisträger

### 1922–1930

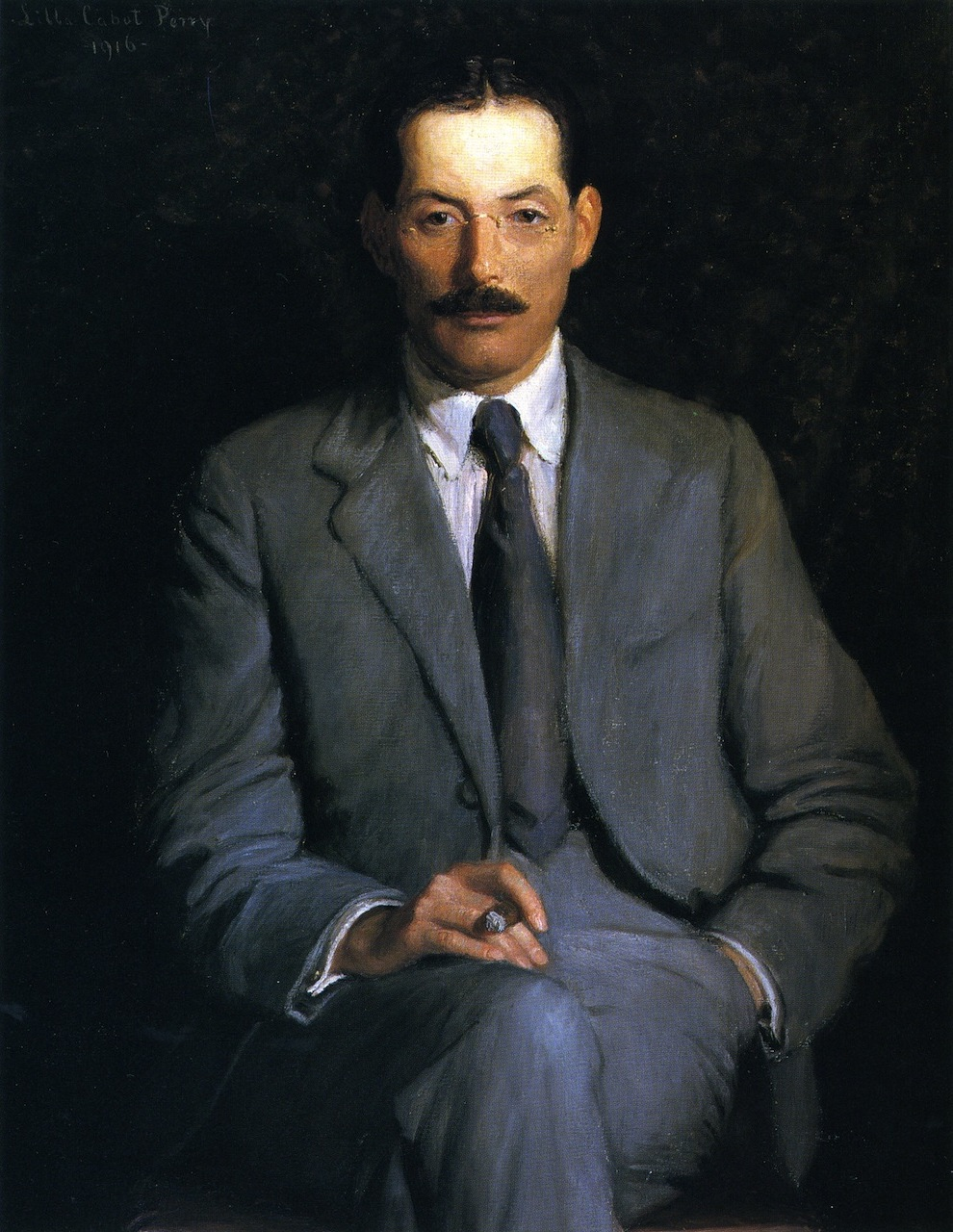
Edwin Arlington Robinson

- 1922: Gesammelte Gedichte von Edwin Arlington Robinson
- 1923: The Ballad of the Harp-Weaver: A Few Figs from Thistles: Eight Sonnets in American Poetry, 1922. A Miscellany von Edna St. Vincent Millay
- 1924: New Hampshire: A Poem with Notes and Grace Notes von Robert Frost
- 1925: The Man Who Died Twice von Edwin Arlington Robinson
- 1926: What’s O’Clock von Amy Lowell
- 1927: Fiddler’s Farewell von Leonora Speyer
- 1928: Tristram von Edwin Arlington Robinson
- 1929: John Browns Body von Stephen Vincent Benét
- 1930: Selected Poems von Conrad Aiken

### 1931–1940

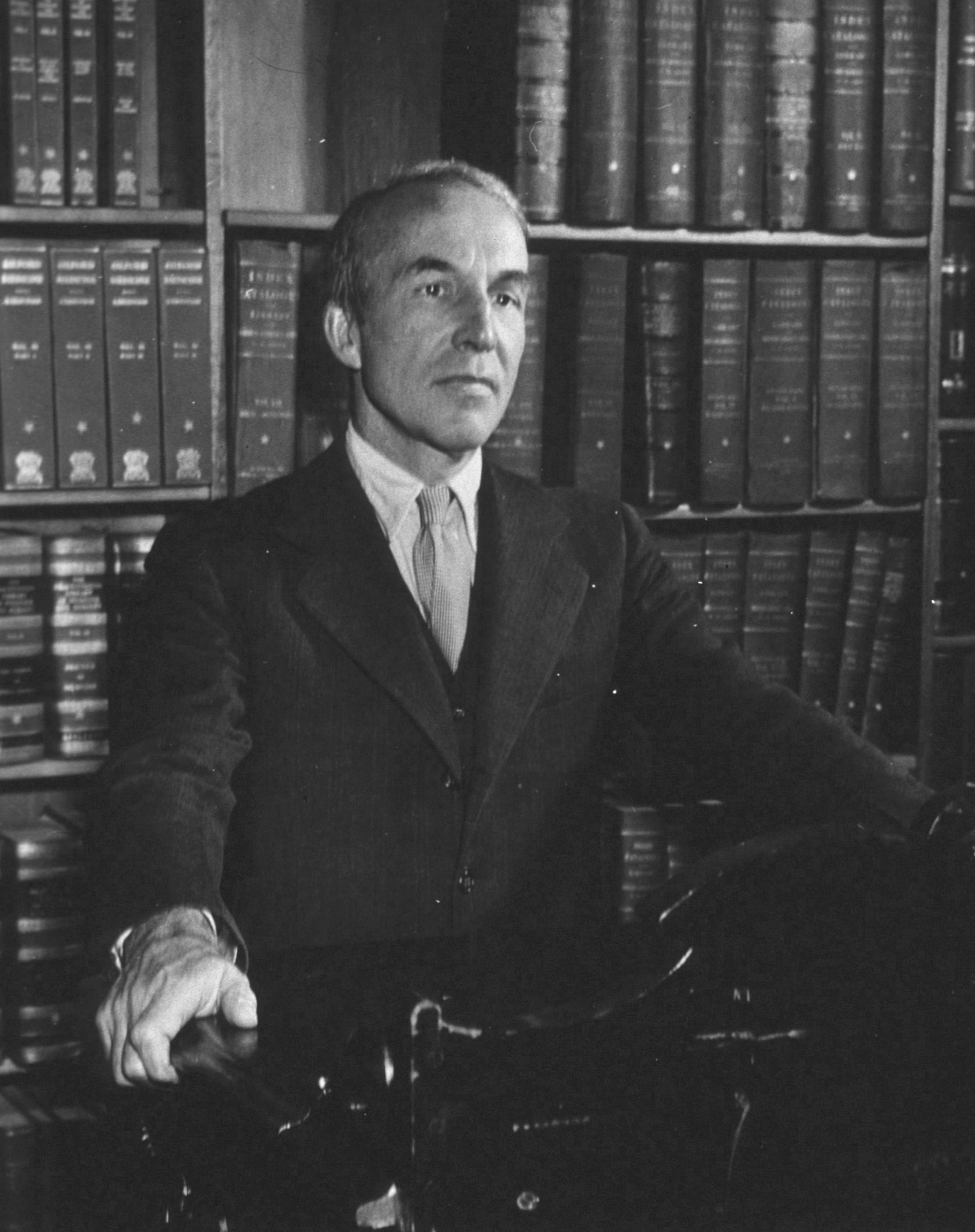
Archibald MacLeish

- 1931: Collected Poems von Robert Frost
- 1932: The Flowering Stone von George Dillon
- 1933: Conquistador von Archibald MacLeish
- 1934: Collected Verse von Robert Hillyer
- 1935: Bright Ambush von Audrey Wurdemann
- 1936: Strange Holiness von Robert P. T. Coffin
- 1937: A Further Range von Robert Frost
- 1938: Cold Morning Sky von Marya Zaturenska
- 1939: Selected Poems von John Gould Fletcher
- 1940: Collected Poems von Mark Van Doren

### 1941–1950

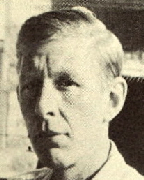
W. H. Auden

- 1941: Sunderland Capture von Leonard Bacon
- 1942: The Dust Which Is God von William Rose Benét
- 1943: A Witness Tree von Robert Frost
- 1944: Western Star von Stephen Vincent Benét
- 1945: V-Letter and Other Poems von Karl Shapiro
- 1946: nicht vergeben
- 1947: Lord Weary’s Castle von Robert Lowell
- 1948: The Age of Anxiety von W. H. Auden
- 1949: Terror and Decorum von Peter Viereck
- 1950: Annie Allen von Gwendolyn Brooks

### 1951–1960
- 1951: Complete Poems von Carl Sandburg
- 1952: Collected Poems von Marianne Moore
- 1953: Collected Poems 1917–1952 von Archibald MacLeish
- 1954: The Waking von Theodore Roethke
- 1955: Collected Poems von Wallace Stevens
- 1956: Poems – North & South von Elizabeth Bishop
- 1957: Things of This World von Richard Wilbur
- 1958: Promises: Poems 1954–1956 von Robert Penn Warren
- 1959: Selected Poems 1928–1958 von Stanley Kunitz
- 1960: Heart’s Needle von W. D. Snodgrass

### 1961–1970

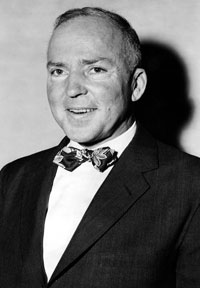
Richard Eberhart

- 1961: Times Three: Selected Verse From Three Decades von Phyllis McGinley
- 1962: Poems von Alan Dugan
- 1963: Pictures from Breughel von William Carlos Williams
- 1964: At The End of the Open Road von Louis Simpson
- 1965: 77 Dream Songs von John Berryman
- 1966: Selected Poems von Richard Eberhart
- 1967: Live or Die von Anne Sexton
- 1968: The Hard Hours von Anthony Hecht
- 1969: Of Being Numerous von George Oppen
- 1970: Untitled Subjects von Richard Howard

### 1971–1980

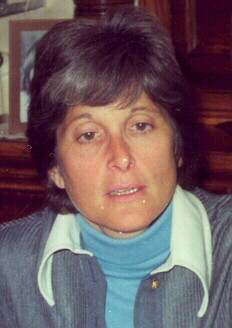
Maxine Kumin

- 1971: The Carrier of Ladders von W. S. Merwin
- 1972: Collected Poems von James Wright
- 1973: Up Country von Maxine Kumin
- 1974: The Dolphin von Robert Lowell
- 1975: Turtle Island von Gary Snyder
- 1976: Self-Portrait in a Convex Mirror von John Ashbery
- 1977: Divine Comedies von James Merrill
- 1978: Collected Poems von Howard Nemerov
- 1979: Now and Then von Robert Penn Warren
- 1980: Selected Poems von Donald Justice

### 1981–1990
- 1981: The Morning of the Poem von James Schuyler
- 1982: The Collected Poems von Sylvia Plath
- 1983: Selected Poems von Galway Kinnell
- 1984: American Primitive von Mary Oliver
- 1985: Yin von Carolyn Kizer
- 1986: The Flying Change von Henry S. Taylor
- 1987: Thomas and Beulah von Rita Dove
- 1988: Partial Accounts: New and Selected Poems von William Meredith
- 1989: New and Collected Poems von Richard Wilbur
- 1990: The World Doesn’t End von Charles Simic

### 1991–2000

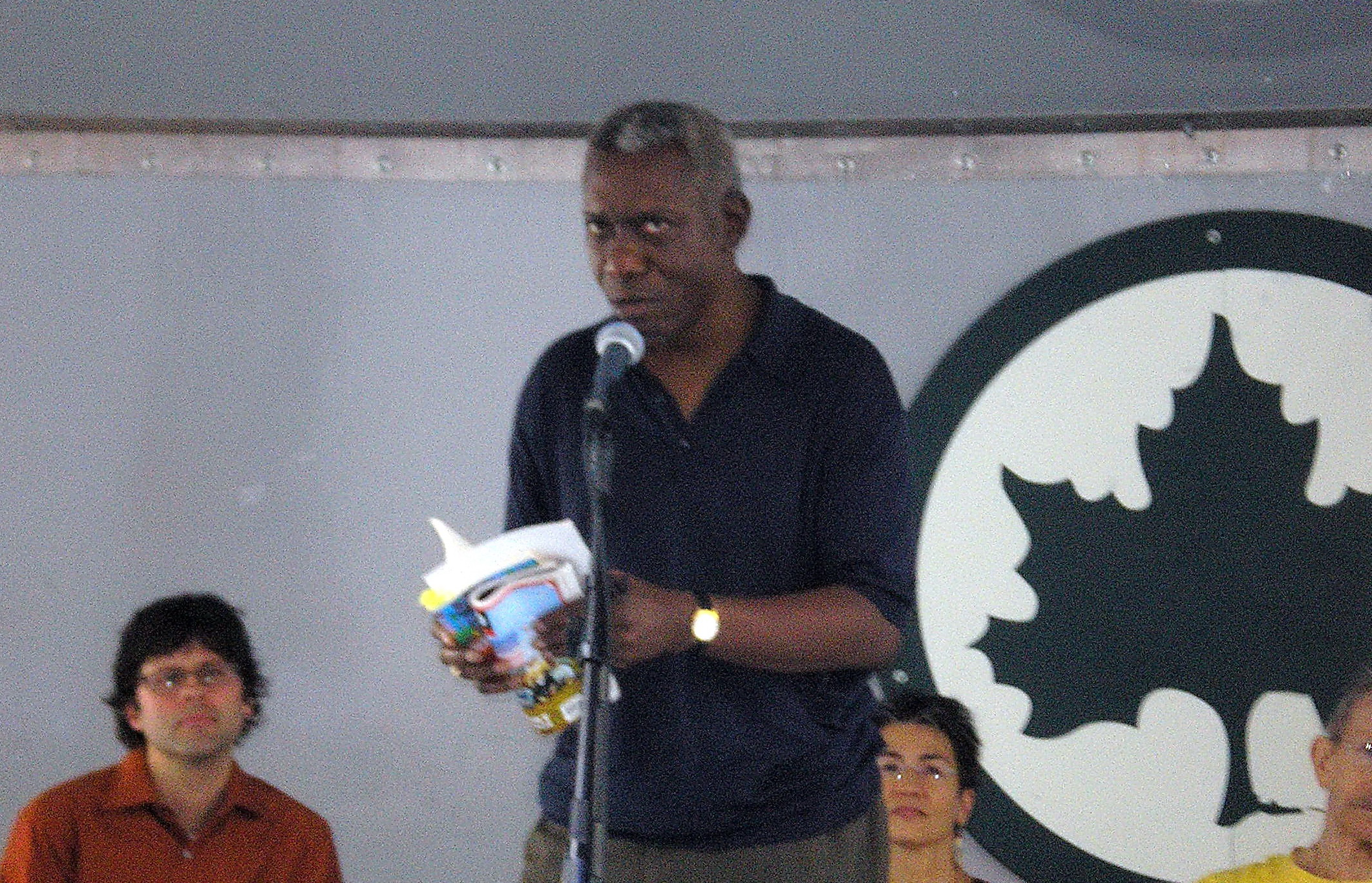
Yusef Komunyakaa

- 1991: Near Changes von Mona Van Duyn
- 1992: Selected Poems von James Tate
- 1993: The Wild Iris von Louise Glück
- 1994: Neon Vernacular: New and Selected Poems von Yusef Komunyakaa
- 1995: The Simple Truth von Philip Levine
- 1996: The Dream of the Unified Field von Jorie Graham
- 1997: Alive Together: New and Selected Poems von Lisel Mueller
- 1998: Black Zodiac von Charles Wright
- 1999: Blizzard of One von Mark Strand
- 2000: Repair von C. K. Williams

### 2001–2010

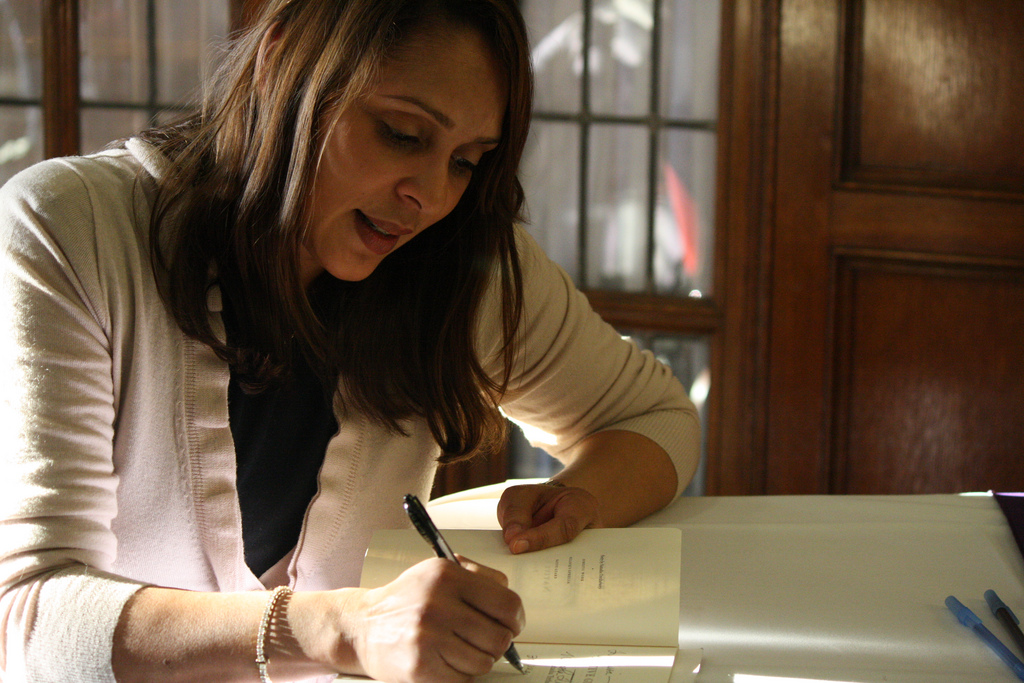
Natasha Trethewey

- 2001: Different Hours von Stephen Dunn
- 2002: Practical Gods von Carl Dennis
- 2003: Moy Sand and Gravel von Paul Muldoon
- 2004: Walking to Martha’s Vineyard von Franz Wright
- 2005: Delights & Shadows von Ted Kooser
- 2006: Late Wife von Claudia Emerson
- 2007: Native Guard von Natasha Trethewey
- 2008: Time and Materials von Robert L. Hass
- 2009: The Shadow of Sirius von W. S. Merwin (Copper Canyon Press)
- 2010: Versed von Rae Armantrout

### 2011–2020
- 2011: The Best of It: New and Selected Poems von Kay Ryan
- 2012: Life on Mars von Tracy K. Smith
- 2013: Stag’s Leap von Sharon Olds
- 2014: 3 Sections von Vijay Seshadri
- 2015: Digest von Gregory Pardlo
- 2016: Ozone Journal von Peter Balakian
- 2017: Olio von Tyehimba Jess
- 2018: Half-light von Frank Bidart
- 2019: Be With von Forrest Gander
- 2020: The Tradition von Jericho Browns

### 2021–2030
- 2021: Postcolonial Love Poem von Natalie Diaz
- 2022: frank: sonnets von Diane Seuss
- 2023: Then the War: And Selected Poems, 2007-2020 von Carl Phillips
- 2024: Tripas: Poems von Brandon Som